# ディープグリーン
『ディープグリーン』は、佐々木淳子による日本の少女漫画作品。講談社の無料ウェブコミック配信サイト『MiChao!』において2007年4月から2009年12月まで連載された。単行本全4巻。佐々木の代表作の一つ『ダークグリーン』の続編作品である。

## 概要
本作は従来のような紙媒体ではなく携帯電話を主体としたウェブコミックのため、画面表示に合わせた作画などの試行錯誤が成されている。作者の佐々木自身、ストーリー漫画の携帯電話による配信は困難と考えていたが、自身の作品『ブレーメン5』の外伝作品『ブレーメン5 SNOW MOON』のウェブコミック化に成功したことで、本作の制作にこぎつけたという。
前作『ダークグリーン』や、2002年に発表された外伝『リュオン』とは世界観を共有しており、パラレルワールドの類ではなく、『リュオン』において主要人物の1人・西荻北斗が地雷事故で植物人間になった等の設定もそのまま受け継がれている。また前作までの舞台である精神世界「R-ドリーム」と異なり、本作の舞台となる夢世界は一般人の見る普通の夢だが、リュオンが入り込むことにより内容が具体的な夢へ変化し、夢を見ている者が傷を負うと、現実でも肉体に傷が生じたりする。
2009年末、『MiChao!』の更新終了にともない、同年12月に最終話が公開され、同月に単行本最終巻である第4巻が発売されて完結に至った。最終巻にあわせて作者の公式サイトに掲載されたエッセイによれば、当初は単行本にして5巻分の構想があったらしく、盛り込まれるはずだったエピソードがいくつかカットされ、ラストの展開がかなり駆け足にならざるを得なかったことが語られている。

単行本最終巻の後書きで『ダークグリーン』、『ディープグリーン』、『ディメンショングリーン』の3部作構想が語られており、2010年よりディメンショングリーン』が同人誌として出版されている。

## あらすじ
『ダークグリーン』の物語から数十年後、R-ドリームでの戦いもリュオンの存在もほとんど忘れ去られた現代。平凡な高校生活を送る少女・舞はある日、夢の中で幼い少年に出会う。舞はその少年をあのリュオンだと知るが、リュオンは自分が誰かもわからず、自分を追う怪物たちに怯え続けていた。リュオンを守る決心をした舞は、共にリュオンの謎を追い始める。舞の仲間たちも半ば興味本位で不思議な夢へ入り込むものの、やがて悪夢の世界の危険さを身をもって体験することとなる。やがて物語はR-ドリームの消滅と、それにともなう人類滅亡の危機へと近づいてゆく。

## 登場人物
愛川 舞（あいかわ まい）
主人公。ごく普通の高校1年生の少女。数年前に父を亡くし、母も海外にいるため、兄と妹の3人暮らし。自覚はないものの、実は自然と人間との調和の象徴・フィーンを宿したまま成長した稀有な存在であり、その純真さがしばしば仲間たちの危機を救う。
リュオン
かつて夢世界のヒーローといわれたリュオンと同じ容姿と名を持つ謎の少年。幼子の姿で他の人たちの夢から夢へと渡り歩いた末、舞の夢に入り込んだ。過去の一切の記憶がなく、記憶を取り戻すことを無意識の内に恐れており、かつての戦士としての強さは微塵も無い。
名取 優（なとり ゆう）
舞の同級生で、中学時代からの友人。舞を学校の心理学研究同好会への入部に誘う。
熊淵 武尊（くまぶち たける）
舞の入部した心理学研究同好会（略して心理研）の先輩部員。リュオンを夢世界のヒーローとして英雄視しており、R-ドリームにも強い憧れを抱いている。
猫田 忍（ねこた しのぶ）
心理研の部長。熊淵とは意見が合わず、しばしば対立する。夢を単なる脳のメカニズムと見なしていたため、リュオンの存在についても否定的。
柴崎（しばざき）
心理研の顧問教師で、かつてのR-ドリームの戦士の1人。友人がR-ドリームで戦死した過去を持つため、教え子である舞たちがリュオンに関わることを危険視していたが、前作でも登場したガストン・バロー博士からのメッセージを受け取り、舞たちを先導するようになる。
愛川 岳（あいかわ がく）
舞の父違いの兄で、イラストレーター。舞に自分のことや前の父のことなどをあまり話さないが、実はリュオンのかつての仲間・西荻北斗の兄の昴の実子で、北斗の甥にあたる。

## 書誌情報
佐々木淳子『ディープグリーン』 講談社〈ミチャオKC〉、全4巻
1. 2008年4月11日初版発行、ISBN 978-4-06-375480-3
2. 2009年1月13日初版発行、ISBN 978-4-06-375648-7
3. 2009年8月10日初版発行、ISBN 978-4-06-375797-2
4. 2009年12月11日初版発行、ISBN 978-4-06-375860-3 - 描き下ろしあとがきマンガあり。